# Peristylus calcaratus
Peristylus calcaratus är en orkidéart som först beskrevs av Robert Allen Rolfe, och fick sitt nu gällande namn av Shiu Ying Hu. Peristylus calcaratus ingår i släktet Peristylus och familjen orkidéer. Inga underarter finns listade i Catalogue of Life.